# Liciniano di Cartagena
Liciniano di Cartagena (Cartagena, 554 circa – Costantinopoli, 602) è stato un arcivescovo della diocesi di Cartagena durante la dominazione bizantina di Cartagena, allora chiamata Carthago Spartaria.

## Biografia
Si hanno diverse notizie su Liciniano soprattutto da opere di Isidoro di Siviglia, che lo citò in Di viris illustribus e in Descriptoribus ecclesiasticis.
È stato autore di vari scritti di carattere teologico e di influsso platonico e agostiniano, dei quali ne sono pervenuti soltanto tre.
- Epistola al papa Gregorio Magno.
- Epistola al diacono Epifanio.
- Lettera al vescovo Vicente di Ibiza.

Secondo alcune fonti venne esiliato dal re Leovigildo, e andò a Costantinopoli, capitale dell'Impero bizantino, dove fu assassinato, sembra per avvelenamento.
Abitualmente viene ritenuto che Liciniano sia stato esiliato da Leovigildo, ma questa versione non è accettabile per tre motivi:
1. Perché Leovigildo era già morto quando Liciniano andò a Costantinopoli.
2. Regnava Recaredo I.
3. Ultimo e più importante; supponendo che Leovigildo fosse ancora in vita, il re visigodo non poteva esiliare l'arcivescovo metropolitano di Cartagena, che in quell'epoca, era la capitale della provincia di Spagna, sotto sovranità bizantina.

Non è certo, ma probabilmente, chi esiliò Leovigildo fu Leandro di Siviglia, a quel tempo arcivescovo di Siviglia.